# Olivier Leborgne
Olivier Claude Philippe Marie Leborgne (Nantes, Loire-Atlantique, 13 de novembro de 1963) é um clérigo francês e bispo católico romano de Arras.
Em 29 de junho de 1991, Olivier Leborgne recebeu o Sacramento da Ordem para a Diocese de Versalhes. Formou-se em teologia pelo Institut Catholique de Paris. De 1992 a 1997 trabalhou como capelão escolar. De 1996 a 1998 foi pároco diocesano de jovens e depois pároco em Versalhes até 2003. Em 2003 foi nomeado Vigário Episcopal para a Educação e em 2004 Vigário Geral. Em 2010, Leborgne também se tornou secretário-geral do sínodo diocesano na diocese de Versalhes. 
Papa Bento XVI conferiu-lhe o título de Prelado Honorário de Sua Santidade em novembro de 2012.
Em 20 de fevereiro de 2014, o Papa Francisco o nomeou Bispo de Amiens. Foi ordenado bispo em 6 de abril do mesmo ano por Thierry Jordan, arcebispo de Reims. Os co-consagradores foram seu predecessor Jean-Luc Bouilleret, agora arcebispo de Besançon, e Éric Aumonier, bispo de Versalhes. 
Na Conferência Episcopal Francesa, Leborgne é Presidente da Comissão Episcopal para a Catequese. Em abril de 2018, declarou que “numa sociedade que não sabe mais respeitar a dimensão espiritual do homem”, Deus se convida a encontrar as pessoas por meio dos catecúmenos.
Em abril de 2019, a Conferência Episcopal Francesa elegeu Leborgne como um de seus dois vice-presidentes.
Em 4 de setembro de 2020, o Papa Francisco o nomeou Bispo de Arras. A posse ocorreu em 25 de outubro do mesmo ano.
Na véspera de Natal, 24 de dezembro de 2021, Leborgne celebrou um serviço religioso de Natal com migrantes do campo de refugiados de Calais em um estacionamento próximo ao campo. O bispo disse que manteve várias reuniões com autoridades para melhorar a situação dos migrantes que tentam cruzar o Canal da Mancha para a Inglaterra; queria estar com as pessoas que viviam em situação tão precária e cuja dignidade devia ser respeitada.